# Starogród
Starogród es un pueblo de Polonia, en Mazovia.  Se encuentra en el distrito (Gmina) de Siennica, perteneciente al condado (Powiat) de Mińsk. Se encuentra aproximadamente a 18 km al sur de Mińsk Mazowiecki, y a 49 km  al sureste de Varsovia. 
Entre 1975 y 1998 perteneció al voivodato de Siedlce.